# Генрих II Плантагенет
Ге́нрих II Плантагене́т по прозвищу Короткий Плащ (англ. Henry II Curtmantle, фр. Henri II Court-manteau) или Фицемпресс (англ. Henry II Fitzempress; 5 марта 1133 — 6 июля 1189) — герцог Нормандии с 1150 года, граф Анжу, Мэна и Тура с 1151 года, король Англии с 1154 года, суверен Ирландии в 1171—1175 годах, старший сын Жоффруа V Плантагенета, графа Анжу, Мэна и Тура, и Матильды Английской.
Генрих II был первым королём Англии из династии Плантагенетов, одним из самых могущественных монархов XII века, владения которого простирались от Пиренеев до Шотландии.

## Биография

### Юность
Генрих II был старшим из трёх сыновей Жоффруа V Плантагенета, графа Анжу, Мэна и Тура, и Матильды Английской, дочери английского короля Генриха I. Генрих родился 5 марта 1133 года в Ле-Мане (графство Мэн). Кроме него, в этом браке родилось ещё двое сыновей — Жоффруа (род. 1 июня 1134) и Гильом (род. в августе 1136).
Детство Генрих провёл при дворе своего отца в Анжу. Как старший сын Жоффруа V Генрих являлся наследником графств Анжу, Мэн и Турень. По матери, внучке Вильгельма Завоевателя, он мог претендовать на престол Нормандии и Англии.
После смерти в 1135 году Генриха I его дочь, императрица Матильда, должна была унаследовать английскую корону, однако престол захватил племянник умершего короля Стефан Блуаский. Это положило начало долгой гражданской войне в Англии между сторонниками короля Стефана и императрицы Матильды. Хотя весной 1141 года Матильде удалось добиться своего избрания королевой Англии и занять Лондон, уже осенью её войска были разбиты и власть в Англии вновь перешла к Стефану. Более успешно развивались военные действия в Нормандии: войска Жоффруа V в 1142—1144 годах захватили большую часть герцогства, в 1144 году был взят Руан, а Жоффруа V был провозглашён герцогом Нормандии. В этот период Генрих находился вместе со своей матерью в Бристоле, который служил центром территорий, контролируемых сторонниками императрицы в Англии. Здесь юный принц познакомился с выдающимся английским учёным и путешественником Аделардом Батским, который принял участие в обучении Генриха. В 1144 году Генрих вернулся в Нормандию, где продолжил своё образование под руководством Гильома Конхезия, видного французского философа своего времени.
В 1147 году юный Генрих был вновь послан своим отцом в Англию во главе небольшого отряда анжуйских и нормандских рыцарей с целью активизировать борьбу против Стефана Блуаского. Эта экспедиция, однако, потерпела крах. Спустя несколько месяцев после высадки Генриха скончался Роберт Глостерский, глава партии императрицы Матильды в Англии. Войска молодого принца потерпели поражения от армии Стефана при Криклейде и Буртоне, и лишь великодушие короля, оплатившего его расходы на возвращение в Нормандию, позволило Генриху избежать катастрофы и вернуться на континент. В феврале 1148 года Англию покинула и императрица Матильда.
Новая попытка добиться английской короны была предпринята Генрихом в 1149 году. Он высадился в Северной Англии и вошёл в контакт с наиболее влиятельными приверженцами Матильды — шотландским королём Давидом I и Ранульфом де Жерноном, графом Честером. В Карлайле Генрих был посвящён в рыцари королём Давидом I. Однако организованная совместная атака на Йорк провалилась: Стефану Блуаскому удалось в короткое время собрать значительную армию и двинуться навстречу отрядам Генриха и Давида. Принц отступил в Глостершир, где на протяжении осени 1149 года оборонялся от непрекращающихся набегов Евстахия Булонского, сына короля Стефана. Единственным успехом Генриха стал его рейд в Девон и захват Бридпорта. В январе 1150 года Генрих Плантагенет вновь вернулся в Нормандию.

## Вступление на престол

Французские владения Генриха II Плантагенета. Тёмно-красным указаны родовые владения, коричневым захваченная Нормандия, розовым — приданое жены. Владения французских королей указаны синим, прочих феодалов — голубым

По возвращении в Нормандию Генрих столкнулся с агрессией французского короля Людовика VII, своего сюзерена, который выдвинул претензии на Вексен и поддержал операции Евстахия Булонского в Нормандии. Военные действия были неудачны для анжуйцев. В конце 1151 года Генрих добился перемирия ценой уступки Людовику VII Жизора и нормандской части Вексена. В том же году скончался Жоффруа Плантагенет, в результате чего Генрих стал графом Анжу, Турени и Мэна, а также единоличным герцогом Нормандии.
Неудачи в Англии и Вексене в начале 1152 года удалось с избытком компенсировать: 18 мая 1152 года Генрих сочетался браком с Алиенорой Аквитанской. Алиенора была правительницей огромного герцогства Аквитания, занимавшего территорию всей юго-западной Франции от Пуату до Пиренеев и от Бордо до Оверни и границ Священной Римской империи. В течение четырнадцати лет Алиенора состояла в браке с французским королём Людовиком VII, однако их отношения не сложились, и 21 марта 1152 года их брак был расторгнут. Покинув излишне благочестивого и слишком строгого короля, Алиенора через два месяца вышла замуж за юного герцога Генриха. В результате их брака под властью Плантагенета оказалась практически вся западная Франция, территория по площади и населению в несколько раз большая, чем земли, находящиеся под контролем самого французского короля. Эти территории, каждая с собственными правовой системой, местной элитой, административным аппаратом и традициями, были объединены лишь персоной своего правителя — Генриха Плантагенета. И несмотря на взаимные отличия Аквитании, Анжу и Нормандии, комплекс этих земель являлся ядром того образования, которое получило у историков название «Анжуйская империя» и которое стало доминирующей силой в политической жизни Западной Европы второй половины XII века.

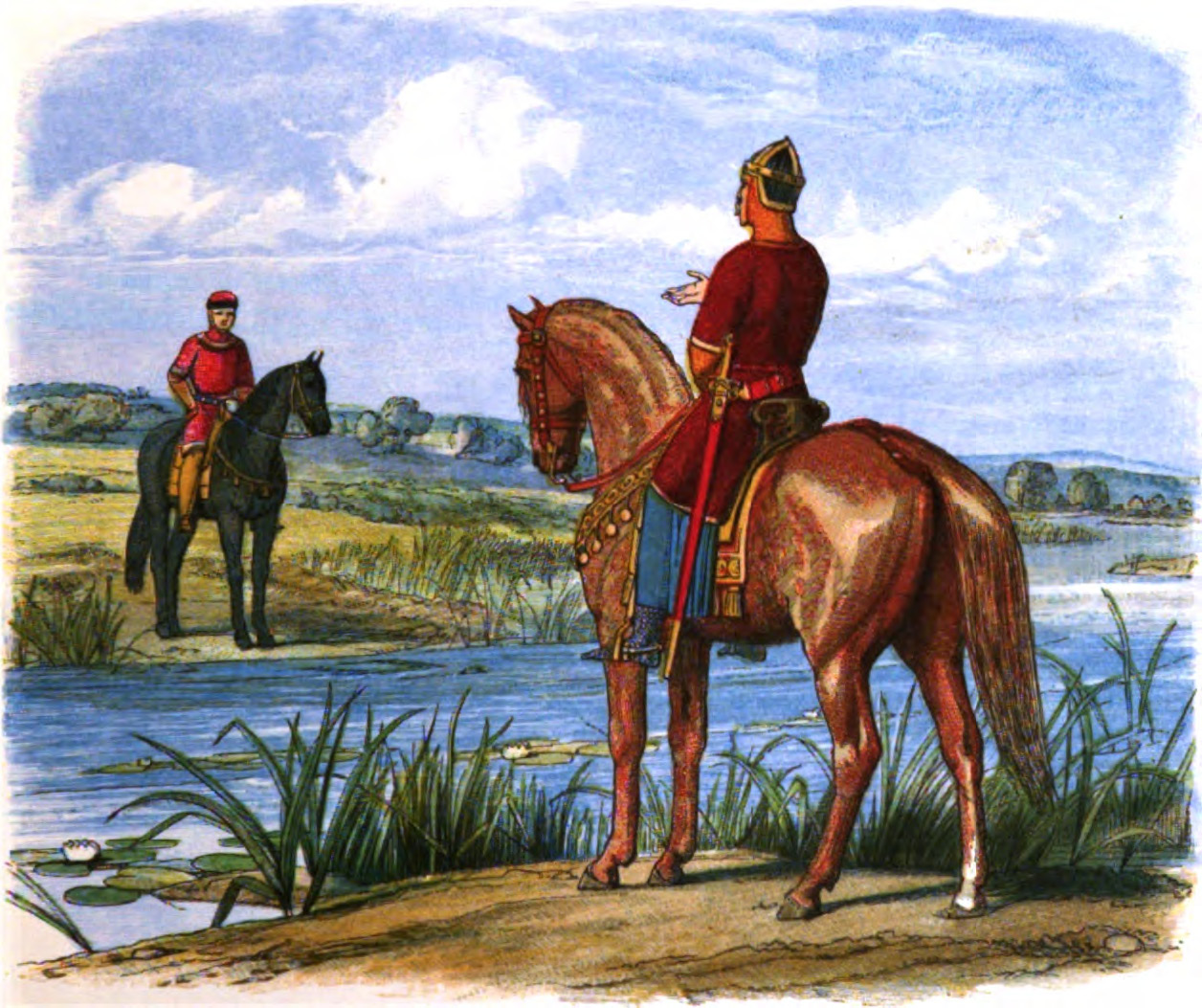
Стефан Блуасский и Генрих Плантагенет обсуждают через реку Темзу вопросы престолонаследия в Английском королевстве. Джеймс Дойл, 1864

Приобретя обширные владения на континенте, Генрих возобновил свои попытки завоевать английскую корону. К этому времени позиции Стефана Блуаского существенно ослабли из-за конфликта с архиепископом Кентерберийским и папой Евгением III. В 1153 году войска Генриха высадились в Англии. Вскоре ему удалось захватить Малмсбери, обеспечив тем самым контроль над западной частью Средней Англии. Затем герцог двинулся через Глостер и Ковентри на север и занял Уорик, Лестер, Татбери, Дерби и Бедфорд. После этого Генрих повернул к Темзе и двинулся на Уоллингфорд, осаждаемый армией короля Стефана. К этому времени английские бароны убедили Стефана в необходимости компромисса. У Уоллингфорда состоялась встреча герцога и короля и согласованы условия перемирия. Гибель в августе 1153 года Евстахия Булонского, старшего сына Стефана, открыла возможности для достижения прочного мира. При посредничестве архиепископа Теобальда и Генриха Блуаского были разработаны условия Вестминстерского договора, положившего конец долгой гражданской войне в Англии. Стефан признал Генриха своим наследником на английском престоле, а тот, в свою очередь, принёс присягу верности королю и гарантировал неприкосновенность земельных владений его сына Вильгельма. В начале 1154 года в Оксфорде английские бароны принесли оммаж Генриху как наследнику короны Англии. 25 октября 1154 года Стефан скончался. На английский престол вступил Генрих II Плантагенет.

## Внешняя политика Генриха II

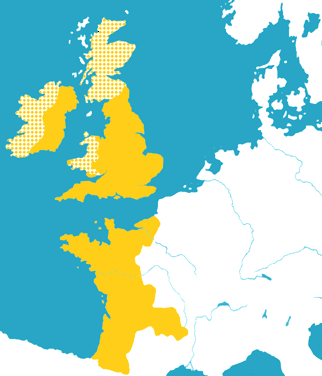
Держава Генриха II и зависимые территории

Отдав в 1151 году крепость Вексен, Генрих II после коронации стал требовать его возвращения. В 1158 году французский король передал Вексен в качестве приданого своей старшей дочери Маргариты, вышедшей замуж за Генриха Молодого.
В 1157 году Генрих начал наступление на Уэльс. В 1158 году ему удалось сделать правителей Уэльса своими вассалами. Но дальнейшие попытки Генриха напрямую включить Уэльс в своё королевство потерпели крах. После 1165 года завоевание Уэльса было отложено.
Сразу после восшествия на английский престол Генрих II заявил (как муж Алиеноры) о претензиях на графство Тулузу. В 1159 году он напал на Тулузу и захватил графство Каор. При поддержке Людовика VII Раймунду V удалось отстоять своё графство.
В 1160 году Генрих II сблизился с одним из союзников по тулузской кампании — с Рамоном Беренгером IV графом Барселоны. Два правителя заключили союз, а также решили обручить своих маленьких детей Ричарда и Дульсу.
Владея после смерти брата Жоффруа южной Бретанью, Генрих II планировал подчинить и северную. В 1166 году он вторгся в Бретань и принудил Конана отречься от титула герцога в пользу дочери Констанции, опекуном которой стал сам Генрих II. В дальнейшем она станет женой Жоффруа, третьего сына Генриха II.
В 1168 году, пытаясь лишить недовольных аквитанских баронов (совершавших нападение даже на кортеж Алиеноры) поддержки Парижа, Генрих решил обручить своего сына Ричарда с Алисой, дочерью Людовика VII.
В 1177 году Генрих II купил графство Марш.

### Ирландия

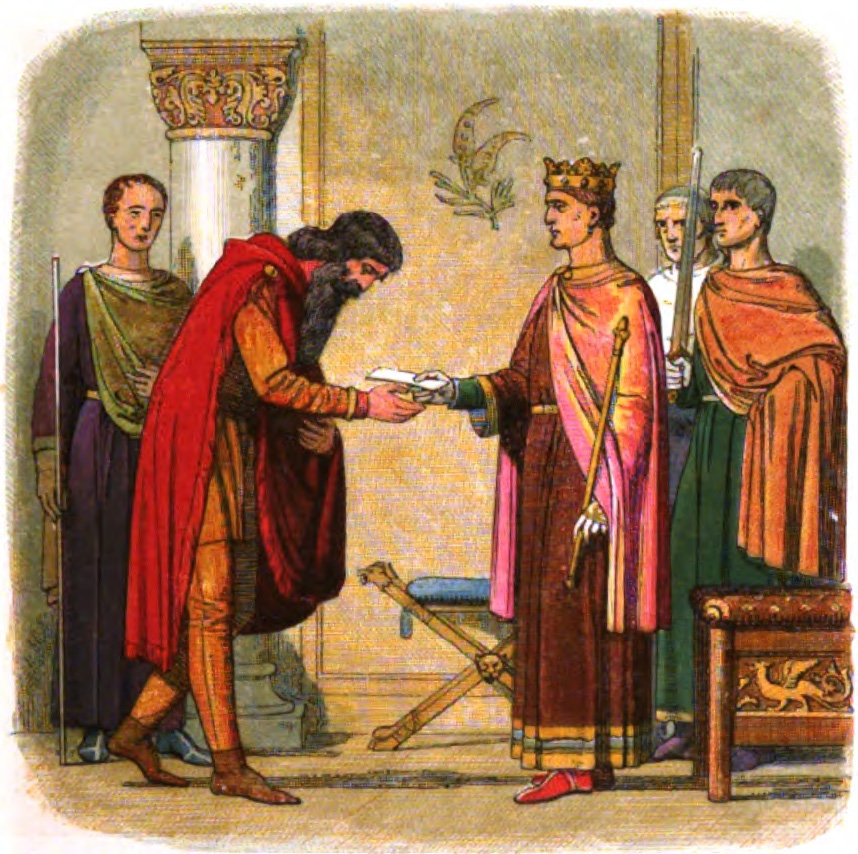
Генрих II даёт разрешение Диармайду мак Мурхаду сформировать силы, чтобы вернуть Ленстер. Джеймс Дойл, 1864

Генрих в 1158 году получил у папы Адриана IV — англичанина по происхождению — буллу на завоевание Ирландии. Предполагалось, что королём Ирландии станет младший брат Генриха, Вильгельм. Но Вильгельм скоро умер, и ирландский проект был отложен. Вновь актуальным он стал в 1166 году. Король Лейнстера Диармайд мак Мурхада был изгнан из своих владений верховным королём Ирландии Руайдри Уа Конхобайром. Диармайд приехал в Аквитанию, где просил помощи у Генриха II. Английский король, занятый континентальными делами, выдал Диармайду грамоту, по которой тот мог нанимать войска. Союзником короля Лейнстера оказался Ричард де Клэр, ставший зятем и наследником Диармайда.
В 1167—1171 годы английские рыцари восстановили Диармайда и начали борьбу за власть над всем островом. Чрезмерное усиление вассалов вызвало обеспокоенность Генриха, который планировал реквизировать их английские владения. Ричард де Клэр предложил стать вассалом короля Генриха II в качестве лорда Лейстера. В 1171 году Генрих II во главе крупного войска (240 кораблей, 500 рыцарей, 400 пехотинцев и лучников) прибыл из Франции и провозгласил себя правителем Ирландии. Получив клятву верности от местных правителей и духовенства, 17 апреля 1172 года Генрих покинул остров, чтобы встретиться с легатами папы.
После отъезда Генриха II борьба между англичанами и ирландцами продолжалась. Западная часть острова продолжала оказывать сопротивление. В 1177 году королём Ирландии был провозглашен сын Генриха Иоанн. 25 мая 1185 года в качестве правителя он высадился в Уотерфорде во главе войска из 300 рыцарей и нескольких сотен лучников. Но поход Иоанна провалился, а его войска были разбиты.

## Внутренняя политика Генриха II
Внутренняя политика Генриха была направлена на укрепление королевской власти и централизацию королевства. Основным направлением политики короля стало сокращение судебных и финансовых полномочий английских феодалов, как светских, так и церковных, а равно создание новой, большей частью, наёмной королевской армии, независимой от вассальной службы подвластных Генриху II феодалов. В 1184 году «Лесной ассизой» все леса королевства провозглашались собственностью короля.

### Церковная политика. Убийство Томаса Бекета

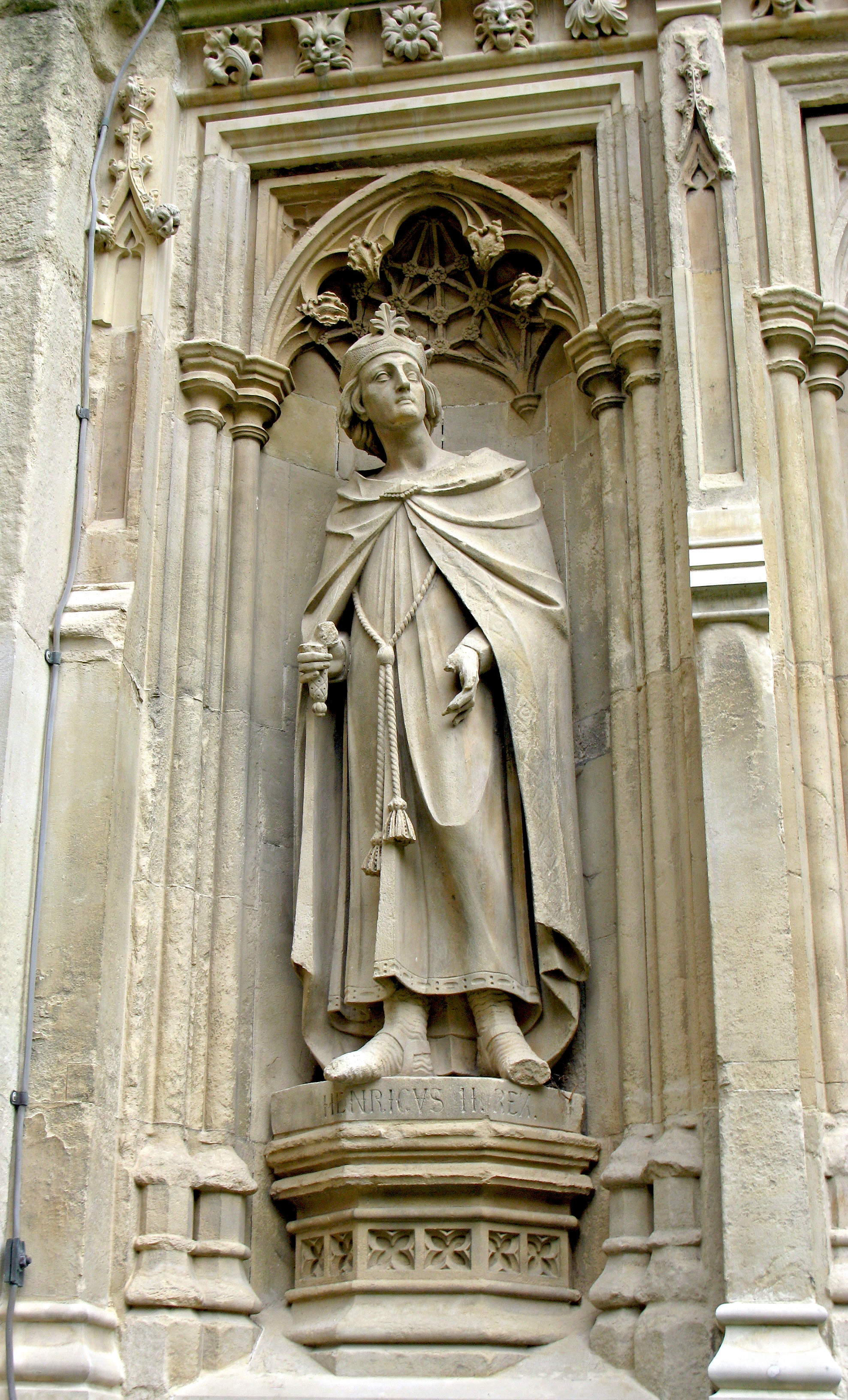
Скульптура Генриха II в Кентерберийском соборе

В отношении церкви Генрих II продолжил политику своих предшественников из Нормандской династии. Церковь по-прежнему считалась неотъемлемой частью английского государства и часто использовалась в целях пополнения королевского бюджета. В 1159 году, в частности, священнослужители были обложены крупным налогом для финансирования Тулузской кампании короля. Генрих II также полностью контролировал процедуру избрания епископов и аббатов и подолгу держал вакантными церковные должности для изъятия соответствующих доходов в свою пользу. Одним из главных проводников этой политики короля был его канцлер Томас Бекет. В то же время слабость королевской власти в период анархии 1135—1154 годов и быстрое развитие церковного права в результате деятельности архиепископа Теобальда, существенно расширили сферу церковной юрисдикции за счёт прерогатив короля. Церковные суды присвоили себе исключительное право отправления правосудия в отношении священнослужителей, а также в отношении значительного числа дел, связанных с нарушением обязательств, в том числе касательно светских фьефов и исков о взыскании задолженности. Ситуацию осложнял тот факт, что к священнослужителям, совершившим преступление, церковные суды обычно применяли в качестве санкции лишь наложение некрупного штрафа. По свидетельству Уильяма Ньюбургского, со времени восшествия Генриха II на английский престол до 1163 года английскими священнослужителями было совершено более 100 убийств.

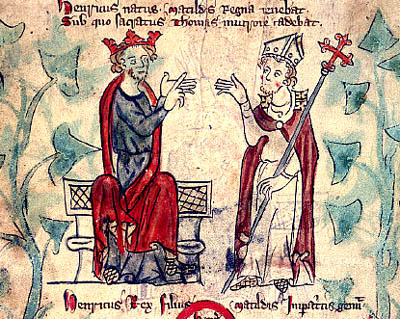
Генрих II и Бекет

Очевидно, именно с целью поставить церковную судебную систему под контроль светской власти король добился после смерти Теобальда избрания архиепископом Кентерберийским и примасом Англии в 1162 году своего канцлера Томаса Бекета. Однако эти расчёты оказались ошибочными: Бекет, не обладавший особым авторитетом в церковных кругах ни как теолог, ни как благочестивый праведник, был выдающимся администратором и амбициозным политиком. Сразу после своего избрания архиепископом он сложил с себя функции канцлера и посвятил свою жизнь бескомпромиссному отстаиванию интересов церкви.
В январе 1164 года Томас Бекет не поддержал «Кларендонские конституции» короля Генриха, так как считал их наступлением на церковные свободы. 8 октября 1164 года король вызвал архиепископа в свой суд, но вместо этого Томас Бекет бежал во Францию под защиту Людовика VII Французского. Конфликт архиепископа Кентерберийского и короля длился 6 лет, лишь в 1170 году в связи с коронацией Генриха Молодого произошло их формальное примирение. По английским обычаям короновать короля мог лишь архиепископ Кентерберийский, а конфликт с Бекетом мешал этому. Но по Монмирайскому договору 1169 года Генрих II обещал наделить землями сыновей и помириться с Томасом. Но король с архиепископом ради примирения не желали идти на уступки. Зимой 1170 года Генриху II удалось добиться согласия папы Александра III на коронацию Генриха Молодого, архиепископом Йоркским. 14 июля 1170 года Роджер, архиепископ Йоркский и помогавшие ему епископы Хью Даремский, Гилберт Лондонский, Джоселин Солсберийский и Уолтер Рочестерский миропомазали и провозгласили королём Англии Генриха Молодого, но не его жену. Запреты Томаса Бекета и передумавшего папы Александра III не достигли цели Людовик VII, недовольный тем, что не короновали его дочь Маргариту, возобновил войну, папа римский угрожал интердиктом. В такой ситуации Генрих II предпочел встретиться с Людовиком VII и Бекетом, и договорился о примирении и вторичном короновании Генриха Молодого и его жены.
После возвращения в Англию Томас Бекет продолжил борьбу со своими противниками (отрешая от должностей и отлучая от церкви), что вызвало недовольство короля. Чуть ранее римский папа пригрозил наложить интердикт на Англию, если Бекет будет арестован. Легенда гласит, что Генрих в гневе произнёс фразу: «Неужели нет никого, кто освободил бы меня от этого попа?» Четыре рыцаря Генриха: Реджинальд Фиц-Урс, Хьюг де Моревиль, Уильям де Траси и Ричард ле Бретон, услышав это, восприняли слова короля как приказ и решили действовать.
29 декабря 1170 года они вошли в Кентерберийский собор, где находился Томас Бекет и, обвинив его в преступлениях против короля Генриха, потребовали покинуть Англию. После того, как тот отказался, они ушли и, вернувшись с оружием, убили Бекета. После убийства архиепископ Нормандский наложил на Англию интердикт, снятый папой римским Александром III. 21 февраля 1173 года Бекет был канонизирован, а 12 июля 1174 года Генрих II босой приходил к гробнице Томаса Бекета с покаянием.

### Судебная реформа
Генрих II большую часть своего правления провёл в разъездах. Он лишил своих баронов права судить, ассизы короля были поставлены выше местных правовых обычаев. В 1166 году на Большом королевском совете во дворце Кларендон была принята Кларендонская ассиза, в соответствии с положениями которой был создан суд обвинительных присяжных. Присяжные, выбранные в каждой сотне (по 12 человек) и в каждом поместье (по 4 человека), должны были под присягой сообщать шерифу и королевским юстициариям о лицах, подозреваемых в совершении краж, грабежей и убийств. Указанные лица подвергались «Божьему суду» посредством испытания водой. Не прошедшие испытания казнились через повешение, прошедшие — освобождались. Однако, если прошедшие испытание водой пользовались слишком дурной репутацией, они изгонялись из королевства, а всё их имущество поступало в королевскую казну.
Принятая в 1176 году Нортгемптонская ассиза распространила положения Кларендонской ассизы на расследование поджогов, подлогов и случаев измены. Признанным виновными в этих преступлениях отрубали правую стопу и изгоняли в ссылку. Кроме того, королевство было разделено на 6 судебных округов, в каждый из которых было назначено по 3 юстициария, которые должны были регулярно объезжать свой округ для осуществления правосудия. Эти судьи получили название «странствующие юстициарии».
Осенью 1177 года по причине поступления многочисленных жалоб на злоупотребления со стороны восемнадцати «странствующих юстициариев», назначенных в соответствии с Нортгемптонской ассизой, король сократил их количество до пяти. В должности юстициариев было оставлено трое светских чиновников и двое священников. Они перестали объезжать страну и заседали при королевском дворе, где и рассматривали поступавшие к ним дела. В случае затруднений юстициарии передавали дело на рассмотрение судом короля.
После ухода на покой главного королевского юстициария Ричарда де Люси Генрих вновь решил реорганизовать судебную систему и на Большом совете в Виндзоре 10 апреля 1179 года предложил новую структуру королевского судопроизводства. Английское королевство было поделено на четыре судебных округа: Юго-Западный, Мидлендс (Центральный), Юго-Восточный (включая Восточную Англию) и Северный. В три округа было назначено по пять судей, в четвёртый — шесть. Во главе трёх округов были поставлены юстициарии, по совместительству являвшиеся епископами, главой Северного округа был назначен Ранульф де Гленвиль. Судьи Северного округа одновременно выполняли функции членов центрального королевского суда (суда «общих тяжб»). Все эти преобразования, однако, не решили проблему повсеместной пристрастности и повального взяточничества среди английских судей, в связи с чем Генриху II приходилось регулярно обновлять их персональный состав.
Не менее важными были законодательные нововведения Генриха в сфере судебной защиты прав собственности. Одновременно с Кларендонской ассизой в 1166 году была принята ассиза «О новом захвате» («Новел диссейсин» — «Новый владелец») или ассиза «О незаконном владении имуществом». Согласно её положениям, любой подданный короля мог обратиться в королевский суд с заявлением о том, что его незаконно лишили земельного владения. В ответ на это истец мог получить королевский приказ, на основании которого королевский юстициарий должен был созвать двенадцать законопослушных людей, проживавших в той местности, где располагалось спорное земельное владение, и под присягой узнать у них, действительно ли у заявителя незаконно и несправедливо отняли землю. Если созванные присяжные подтверждали этот факт, истцу незамедлительно возвращалось его земельное владение, а виновный в незаконном захвате земли, судя по всему, наказывался штрафом в пользу королевской казны. Это была первая из ассиз, посвящённая защите прав собственности. Изъяв данные споры из юрисдикции феодалов и передав их в юрисдикцию королевских судов, Генрих II добился, чтобы английские бароны не могли более произвольно отнимать земли у своих более мелких вассалов и арендаторов. На этом же Большом совете в Кларендоне Генрих инициировал новую перепись земельных владений в Англии с целью уточнения и дополнения данных «Книги Судного дня», составленной по результатам всеобщей поземельной переписи, проведённой в 1085—1086 годах.

### Военная реформа
Основные положения военной реформы Генриха нашли отражение в его ассизе «О вооружении», принятой в 1181 году. Генрих стремился уничтожить те замки, что незаконно были созданы во время гражданской войны. Для борьбы с уклонением от военной службы он ввёл новый налог — «щитовые деньги». Этот налог, который королю платили все свободные землевладельцы, позволил королю содержать наёмное войско; он заменил собой существовавшую 40-дневную военную службу в году за лен.

## Восстания сыновей и гражданская война

### Кризис 1173 года

Владения Генриха II во Франции в 1180 году

Попытки Генриха разделить его владения среди его многочисленных детей вызывали скандалы. Генрих Молодой был коронован, титуловался королём Англии, правителем Нормандии, Бретани, Анжу, Мэна, но не владел ничем. Ричард, которому должна была принадлежать Аквитания, мог быть недовольным тем, что Генрих после обручения дочери Алиеноры пообещал передать Гасконь Кастилии после смерти Алиеноры Аквитанской. К тому же невесту Ричарда Алису называли любовницей Генриха II.
Генрих II, желая женить сына Иоанна на наследнице Гумберта III Морьенского, выделил из владений Генриха Младшего три замка в Анжу — Шинон, Лудён, Мирбо. В ответ в марте 1173 года Генрих Молодой потребовал передачи полной власти над одним из его «владений», а также доходов с них. Генрих II, не желая делить власть, отказал. Генрих Молодой бежал ко двору Людовика VII, где вскоре к нему примкнули братья Ричард и Жоффруа, а Алиенора возглавила мятеж аквитанских баронов. Баронские мятежи вспыхнули в Англии и Бретани. На север Англии вторглись шотландцы. В такой ситуации Генрих II нанял наёмников и стал бить войска своих противников по отдельности. При попытке бегства в Париж Алиенора попала в плен к мужу, где провела 12 лет. В сентябре 1174 года мятеж был подавлен.

### Кризис 1180-х
В 1182 году Генрих II потребовал у младших сыновей принести вассальную клятву Генриху Молодому. Ричард отказался. Генрих II примирил сыновей, но в начале 1183 года Жоффруа и Генрих Молодой поддержали бунтовавших против Ричарда вассалов. Тот в ответ разорил Бретань. Генрих II поддержал Ричарда, но после того как 11 июня Генрих Молодой умер, война быстро окончилась.
В сентябре 1183 года Генрих II пригласил к себе Ричарда и Иоанна. Король предложил своему наследнику Ричарду передать Иоанну Аквитанию в качестве лена. Ричард, не желая быть сеньором без владений (как его брат Генрих Молодой), попросил отсрочки, а сам отбыл в Аквитанию. В свою очередь, Жоффруа, узнав о том, что его младший брат Иоанн должен стать правителем Аквитании, потребовал присоединения к Бретани графства Анжу, Мена и Турени.
Конфликтом также поспешил воспользоваться король Франции, потребовавший возвращения Вексена (приданого сестры Маргариты). Не желая терять Вексен, Генрих заключил договор с Филиппом, по которому Маргарите вплоть до её следующего брака выплачивалась пенсия в 2700 фунтов, Генрих приносил клятву за свои континентальные владения, а Вексен становился приданым Алисы, которая должна была выйти замуж за одного из сыновей английского короля.
В 1184 году Генрих приказал Иоанну силой отобрать Аквитанию у Ричарда. Иоанну помогал Жоффруа, и поэтому Ричард вновь разорил южную Бретань. Одновременно Генрих пытался привлечь к конфликту Фридриха Барбароссу, дочь которого сосватали за Ричарда. Но невеста не дожила до конца года.
Осенью 1184 года Генрих вызвал сыновей в Англию и пытался их примирить. Ради этого он даже освободил жену Алиенору, но в 1185 году конфликт сыновей продолжился. В 1186 году, в очередной раз ища помощи у Филиппа Французского, Жоффруа погиб на турнире.

## Последние годы и смерть

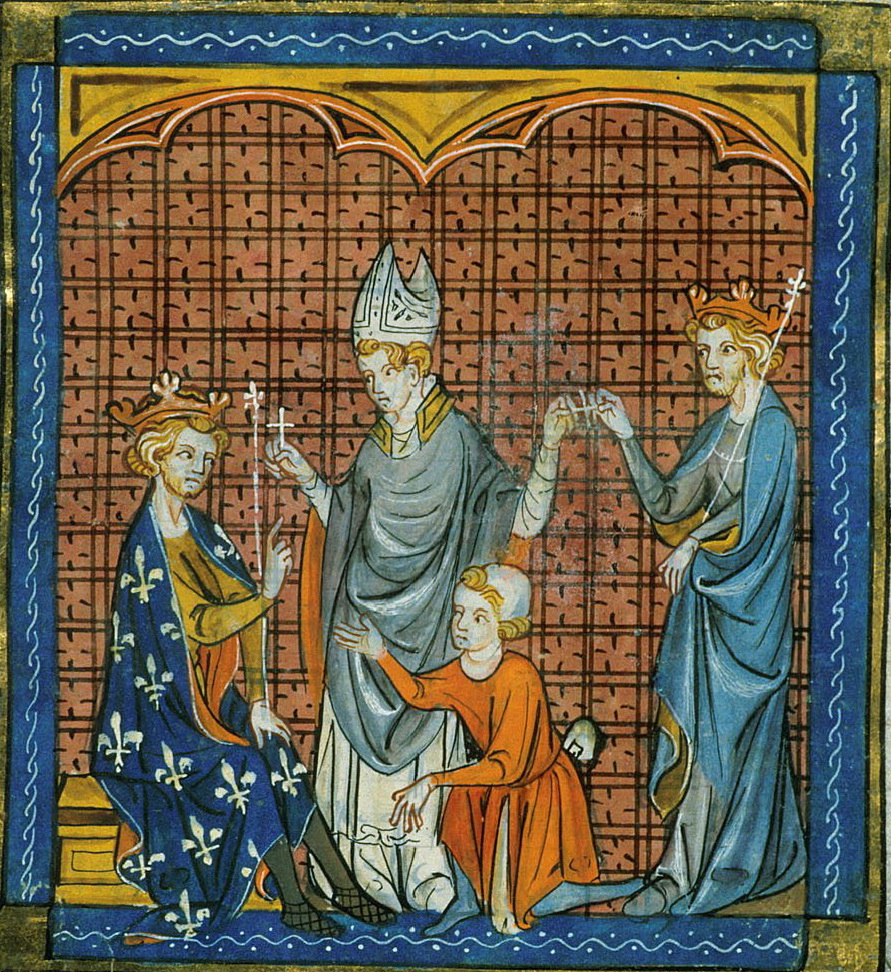
Генрих II и Филипп Август берут крест для третьего крестового похода

Последние три года жизни короля прошли в борьбе с королём Франции Филиппом II Августом. Порой в этих войнах Генрих и его наследник Ричард выступали как союзники, а порой как противники.
Филипп Август потребовал опеки над детьми Жоффруа, прекращения войны между Ричардом и графом Тулузы, а также решить вопрос об Алисе и её приданом Вексене. Эти требования были в феврале 1187 года отвергнуты Генрихом. Стороны стали готовиться к войне — Генрих командовал войсками в Нормандии, Ричард в Аквитании. Филипп вторгся в Берри и занял замок Исудён. Ричард выступил ему навстречу и они встретились у Шатору. Филипп предложил мир и при помощи папского легата (призывавшего правителей в новый крестовый поход) на два года было заключено перемирие.
Филипп и Ричард после перемирия поехали в Париж. Генрих требовал приезда сына. Осенью Ричард принял звание крестоносца.
В начале 1188 года английский и французский короли вновь встретились. На этой встрече было принято решение отправиться в крестовый поход. Но в середине года вновь возобновилась война, которая вызвала новые трения между Генрихом и Ричардом.
18 ноября 1188 года Генрих, Ричард и Филипп встретились в Боулене. Филипп потребовал, чтобы Ричарда женили на Алисе, а также чтобы английские бароны признали его наследником Генриха. После того как Генрих отказался, Ричард присягнул на верность Филиппу за Аквитанию, Анжу, Нормандию, Берри и те земли, которые были им заняты в Тулузе. Филипп принял клятву. До пасхи 1189 года длилось перемирие. Началась война, в ходе которой Генрих потерял Мэн, Турень.

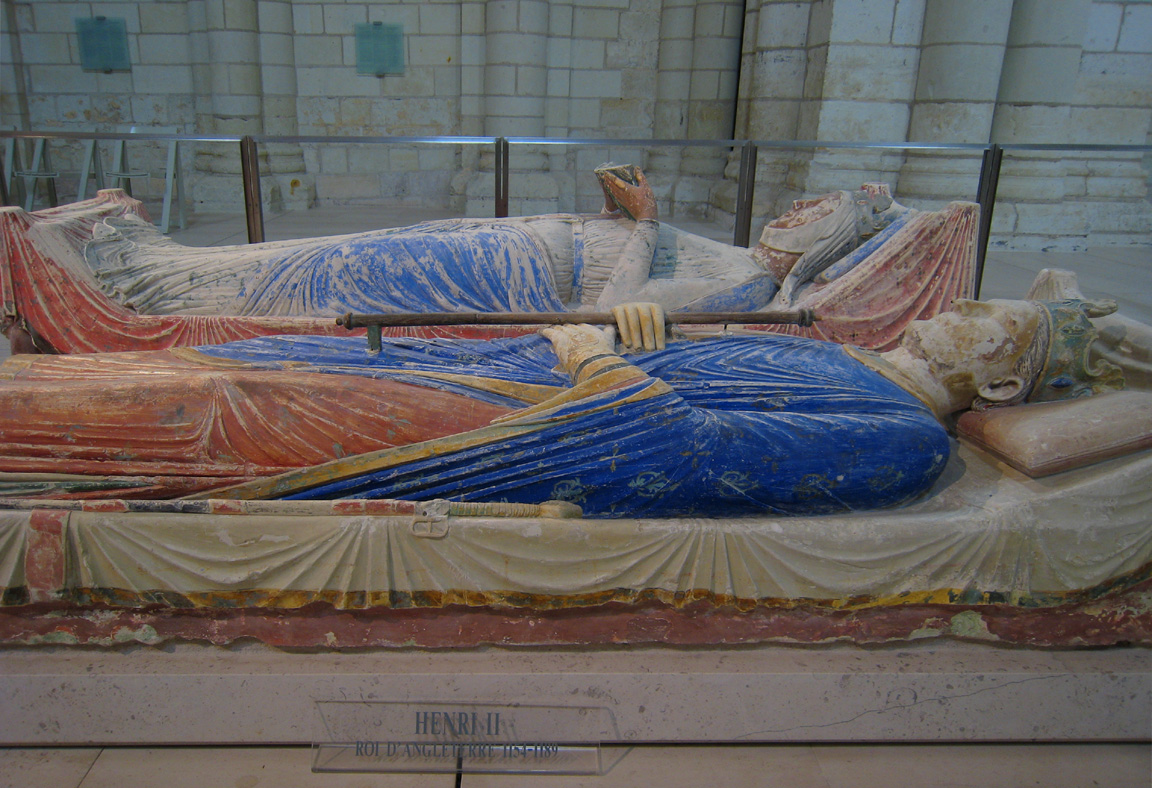
Генрих II и Алиенора в Фонтевро

4 июля 1189 года был заключён мир, по которому Генрих обязывался выплатить 20 тыс. марок, женить своего сына Ричарда на Алисе и официально провозгласить его наследником трона. Иначе подданные короля освобождаются от клятвы верности ему. После чего короли должны были отправиться в крестовый поход.
6 июля 1189 года Генрих II умер. Он был похоронен в аббатстве Фонтевро. В 1204 году там же рядом с ним была похоронена его жена Алиенора.

## Двор
Хотя Генрих и расширил Вестминстерский дворец, проживать он предпочитал не в Лондоне, а в резиденциях с обширными охотничьими угодьями — главным образом в Кларендоне близ Солсбери и Вудстоке близ Оксфорда. Неподалёку от Вудстокского дворца в 1170-е гг. для проживания его возлюбленной Розамунды Клиффорд был построен (в окружении родника и трёх прудов) особняк Everswell с парковым лабиринтом. Главным строительным проектом Генриха был Дуврский замок, превращённый им в образцовую крепость своего времени с просторными двухэтажными королевскими покоями. Во время пребывания на континенте Генрих и его двор чаще всего занимали обширный Шинонский замок в Турени.
При дворе Генриха подвизались законовед Томас Бекет, богословы и писатели Джон Солсберийский, Пьер Блуаский, Уолтер Мап, Гираут де Барри, поэты Вас, Тома Английский, Бенуа де Сент-Мор, Вальтер Шатильонский, Нигел Верекер, какое-то время — знаменитый Бернарт де Вентадорн. Один из них, Пьер Блуаский, оставил характеристику молодого короля, где он, в частности, писал: «Когда он не держит в руке лук или меч, он находится в совете или занят чтением. Нет человека более остроумного и красноречивого, и, когда он может освободиться от своих забот, он любит спорить с учеными».

## Семья

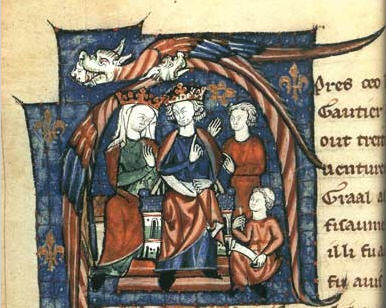
Алиенора и Генрих II

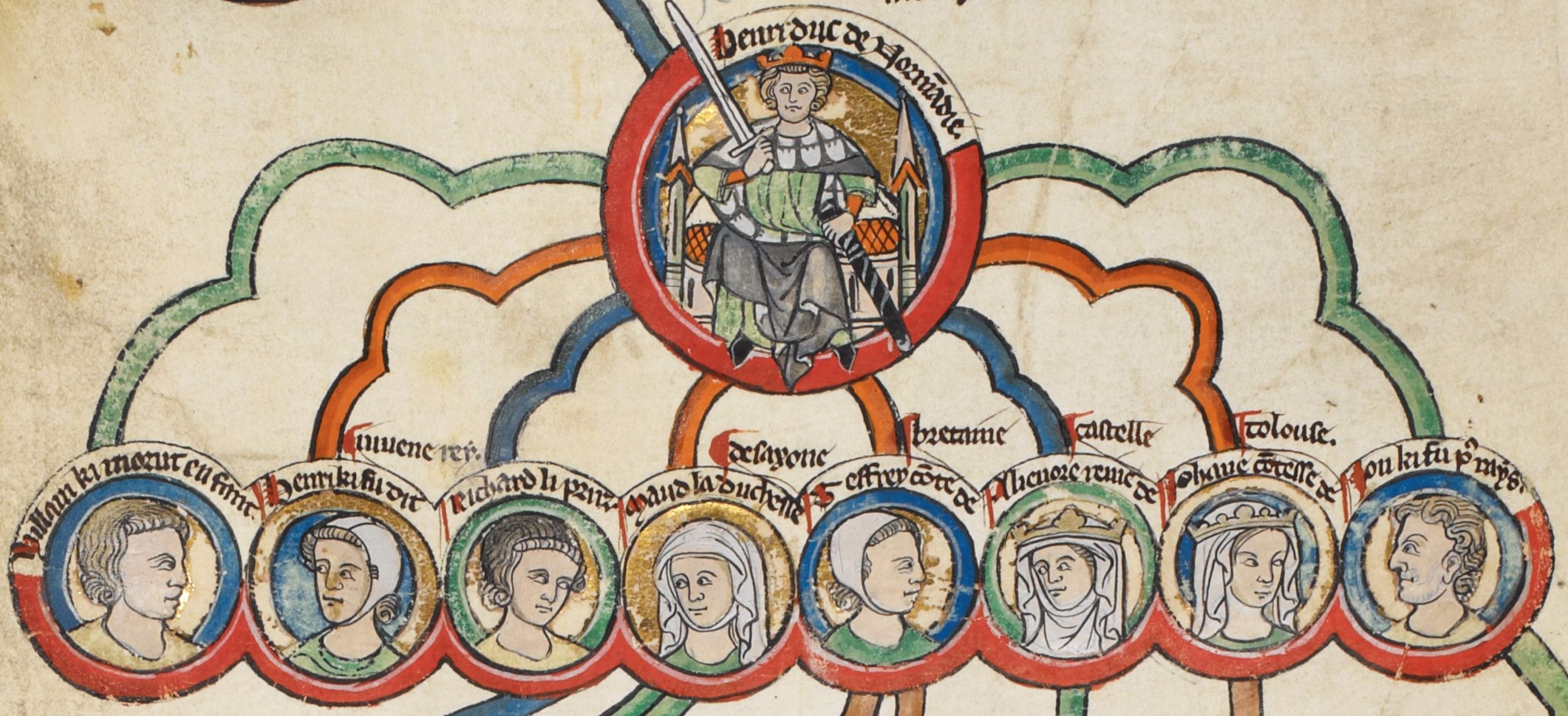
Дети Генриха II

Жена: с 18 мая 1152 (Пуатье, Франция) Алиенора Аквитанская (1124—1204), герцогиня Аквитании. Дети:
- Уильям (1152—1156)
- Генрих Молодой Король (1155—1183), сокороль Англии
- Матильда (1156 — 28 июня 1189), замужем за Генрихом Львом, герцогом Саксонии и Баварии
- Ричард I Львиное Сердце (1157—1199)
- Джеффри (Жоффруа) II (1158—1186)
- Алиенора (1162—1214) жена Альфонсо VIII короля Кастилии
- Джоанна (1165—1199), первый муж — Вильгельм II Добрый, король Сицилии, второй муж — граф Раймунд VI (VIII) Тулузский
- Иоанн (Джон) Безземельный (1167—1216), король Англии

Также у Генриха известно несколько любовниц, от которых было несколько детей.
Внебрачная связь: Икенаи. Дети:
- Джеффри (ок.1159—1212), архиепископ Йоркский (1190)

Внебрачная связь: Алиса де Пороэт, дочь Эда II де Пороэта, графа де Пороэт и герцога Бретани, от брака с герцогиней Бертой Бретонской. Дети:
- дочь (Матильда?) (1168—?)

Внебрачная связь: Розамунда де Клиффорд (ум. 1176). Детей от этой связи, вероятно, не было, хотя легенды приписывали, что именно Розамунда была матерью Джеффри и Уильяма Длинного Меча.
Внебрачная связь: Ида де Тосни, с 1181 года — жена Роджера Биго, 2-го графа Норфолк. Дети:
- Уильям Длинный Меч (1161—1226), 3-й граф Солсбери

Внебрачная связь: Неста, вдова Ральфа Блё. Дети:
- Морган (ок. 1180/1189 — после 1213), епископ Дарема в 1213

Также, возможно, внебрачными детьми Генриха от неизвестных любовниц были:
- (?) Матильда (ум. до 1202), аббатиса Бёркинга в Эссексе
- (?) Гуго из Авалона (ок. 1154—1235), епископ Линкольна в 1186
- (?) Ричард
- (?) Юлита

Сын Генриха Ричард обвинял отца в связи со своей невестой Алисой Французской, которая якобы даже родила ему ребёнка, умершего в младенчестве.

## В литературе и кино

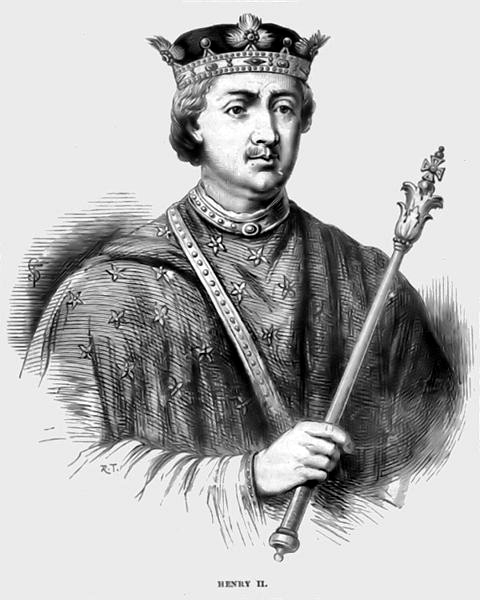
Генрих II в представлении художника начала XX века

- Генрих II — главный герой исторической драмы «Лев зимой» и её экранизаций: «Лев зимой» (1968) и «Лев зимой» (2003). В этой пьесе его роль играли Питер О’Тул, Патрик Стюарт (в кино) и Роберт Престон, Лоренс Фишберн, Михаил Матвеев[30], Дмитрий Певцов (в театре).
- Кроме того, Питер О’Тул играл его роль в кинофильме «Бекет».
- В сериале «Столпы Земли», основанном на  одноимённом романе Кена Фоллета, в эпизодической роли его сыграл Фредди Боат.
- Генрих II Плантагенет (также Анри) — один из главных героев романа Анны О’Брайен «Меч и корона»
- Генриху II, помимо прочего, посвящены романы Шэрон Кей Пенман «Время и Случай»(2) и «Семена раздора»(2).